# Phanpy
Phanpy (japanski: ゴマゾウ Gomazou) jedan je od 1025 fiktivnih vrsta Pokémona iz medijske franšize Pokémon, skupa Pokémon videoigara, animiranih serija, manga stripova, knjiga, igraćih karata i drugih medija kojima je tvorac Satoshi Tajiri. Svrha je Phanpyja u videoigrama, animiranoj seriji i manga stripovima, kao i svrha ostalih Pokémona, borba s divljim Pokémonima – neukroćenim stvorenjima koje igrači i likovi pronalaze dok kreću na razne avanture – i pripitomljenim Pokémonima drugih Pokémon trenera.
Ime "Phanpy" kombinacija je engleskih riječi "elephant" = slon, i sufiksa "-py", što ukazuje na to da je Phanpy malen, Elementarni Pokémon koji će u budućnosti evoluirati.

## Biološke karakteristike
Phanpy nalikuje na mladunče slona. Ima plavo tijelo, četiri zdepaste noge, poveću surlu s crvenim komadićem nalik na flaster i dva velika uha, svaki s dvije crvene oznake na njima.
Phanpy živi u jazbinama koje su zapravo okomite kućice iskopane na obalama rijeka. Područje oko jazbine Phanpy obilježava svojom surlom, dajući drugima do znanja da se drže podalje. Phanpy posjeduje neobično veliku snagu za svoju veličinu i dob. Čak i kada zaigrano zamahuje uokolo svojom surlom ili ako nekoga njome lupi kao znak pažnje, može pokazati izrazitu snagu, što ponekad zna biti opasno.
Ujutro, Phanpy koristi svoju surlu pokraj obala rijeka kako bi se istuširao. Kada se na obali skupi više Phanpyja, razigrano polijevaju jedni druge, a zatim se suše pokraj rijeke. Ovo je neobična navika za jednog Zemljanog Pokémona, jer je opće poznato da su Zemljani Pokémoni slabi na Vodene napade. Phanpy se može ohladiti mašući svojim ušima.

## U videoigrama
U Pokémon Silver, Phanpyja se može pronaći na Stazi 45. U Pokémon Crystal, nalazi se i na Stazi 46, ali samo u jutarnjim satima. U Pokémon Ruby, Sapphire i Emerald igrama, Phanpy se nalazi u Safari Zoni, gdje ga igrač može uhvatiti. U Pokémon FireRed i LeafGreen, Phanpyja se može pronaći u Sevault kanjonu. Phanpyja se može pronaći i na Poké-mjestu u Pokémon XD: Gale of Darkness igri.
Phanpy je slab što se njegovih Speed i Special Defense statusa tiče, ali ima visok HP, a ostatak njegovih statistika su pristojni za Elementarnog Pokémona. Phanpy uči veoma dobre napade koji se mogu odlično kombinirati: Obrambeno kovrčanje (Defense Curl) povisuje njegov Defense status, istovremeno povećavajući snagu njegovog napada Kotrljanja (Rollout). Mlatilo (Flail) uzrokuje veću štetu kada je njegov HP nizak, pa ga se može upotrijebiti ako se prethodno upotrijebi Izdržljivost (Endure) s predmetom Žarišne vrpce (Focus Band) koja će mu ostaviti jedan HP nakon napada protivnika koji bi ga inače onesvijestio, dopuštajući Phanpyju da upotrijebi Mlatilo uz maksimalan efekt. Phanpy uči i velik broj moćnijih napadačkih tehnika, poput Potresa (Earthquake) i Rušenja (Take Down). Phanpyjev potpisni napad je Kotrljanje (Rollout).

## U animiranoj seriji
Phanpy je jedan od Ashovih Pokémona koje on koristi u svome timu. Tijekom putovanja kroz Johto regiju, Ash je dobio Poké-jaje kao nagradu za pobjedu na Pokémon Extreme utrci. Jaje se izleglo u Phanpyja, kojeg je Ash odlučio učiniti djelom svoga tima. Ash je Phanpyja u borbama koristio nebrojeno mnogo puta, uključujući i borbu u Johto ligi, gdje se borio protiv Slugme te ju je pobijedio, ali ga je kasnije porazila Quilava. Ash je Phanpyja ostavio u laboratoriju Prof. Oaka prije svog putovanja kroz Hoenn regiju. Tijekom Ashove odsutnosti, Phanpy se pojavio nekoliko puta u avanturama Pokémon Kronika.
Nakon što se Ash vratio u laboratorij Prof. Oaka prije odlaska u Borbe bez granica (Battle Frontier), Phanpyju nije bilo po volji kada je vidio da Ash opet odlazi bez njega te je Ash iz tog razloga odlučio uključiti Phanpyja u svoj tim koji će koristiti u Borbama bez granica. Phanpy se pridružio Ashovom timu, i tijekom narednih epizoda evoluirao je u Donphana.